# جوس المعلجة (الملاح)

تعديل مصدري - تعديل

جوس المعلجة هي إحدى قرى عزلة الملاح بمديرية الملاح التابعة لمحافظة لحج، بلغ تعداد سكانها 33 نسمة حسب تعداد اليمن لعام 2004.